# Thiết bị hạ cánh

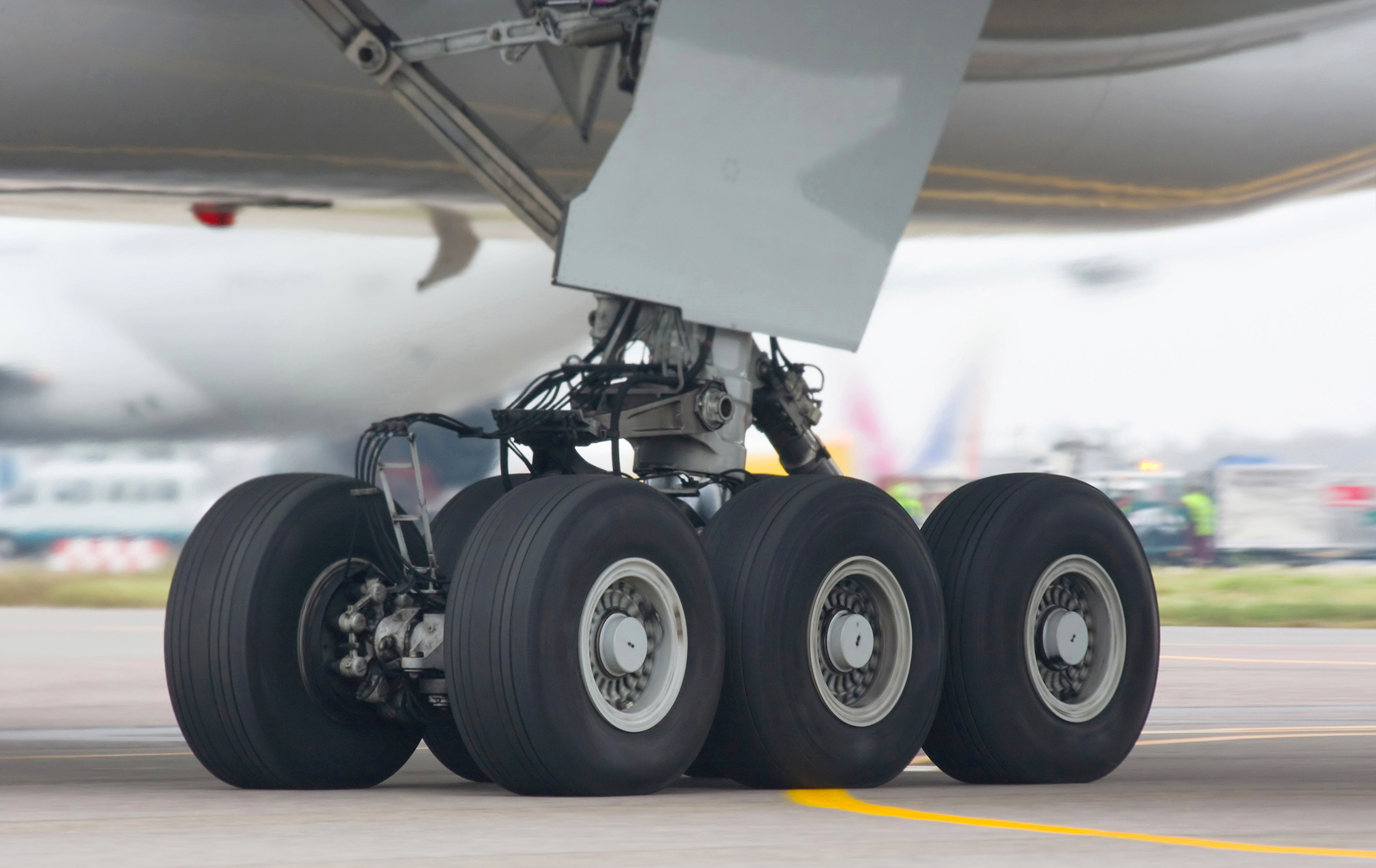
Bánh xe trên một chiếc máy bay Boeing 777-300

Thiết bị hạ cánh của máy bay hay càng hạ cánh máy bay là một bộ phận thường nằm ở phía dưới thân (theo chiều ngang) của máy bay và tàu vũ trụ được dùng khi cất cánh và hạ cánh. Nó là một cái càng được giấu trong khoang dưới thân máy bay hay động cơ, thường nối liền với các bánh xe to giúp máy bay chạy trên đường băng. Bộ phận này được chia làm 2 phần đối với máy bay thương mại chở khách là càng trước (dưới buồng lái) và càng sau (dưới cánh hoặc dưới thân giữa)

## Các loại bánh xe

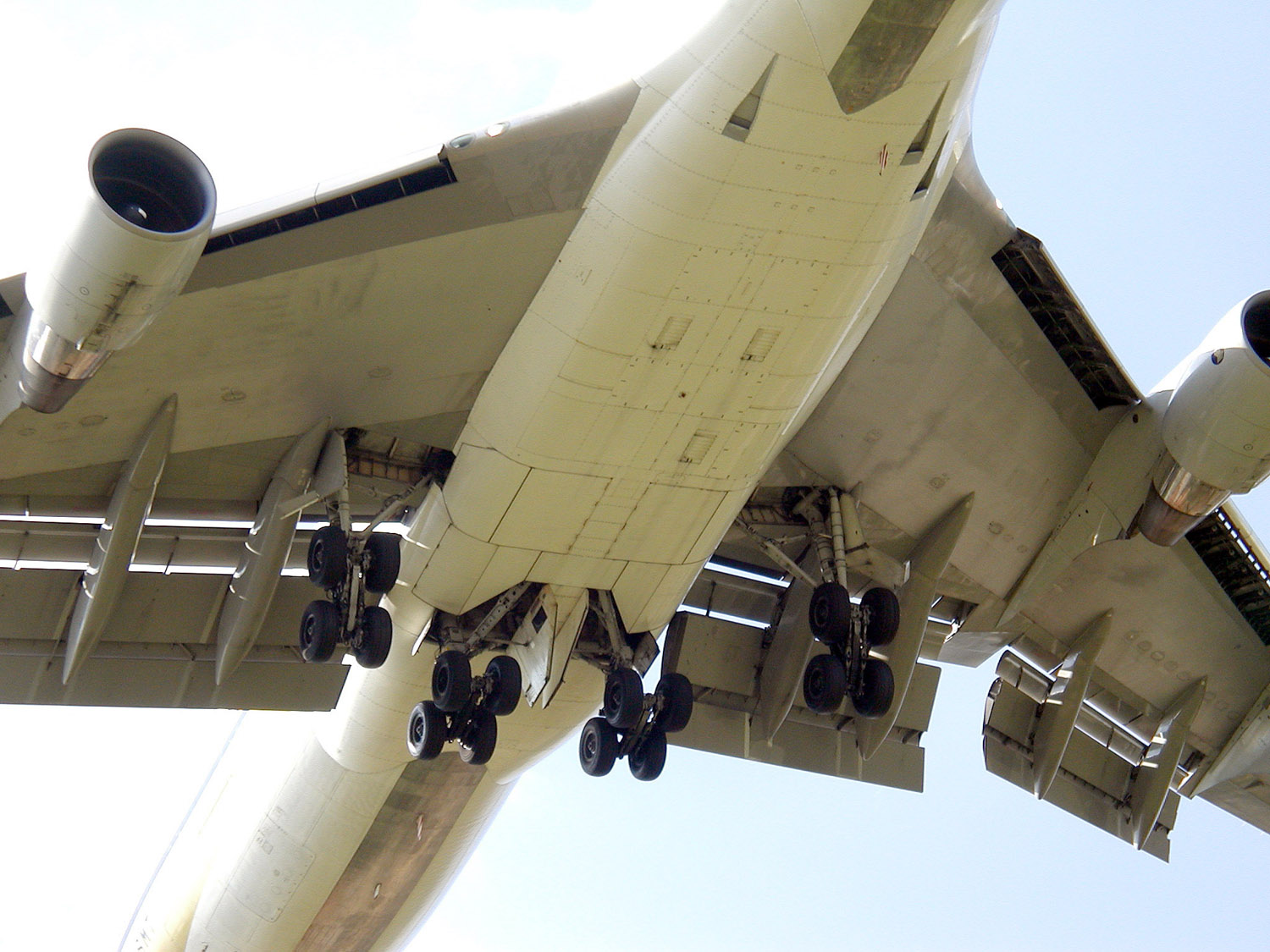
Một chiếc máy bay đang hạ càng sau

Càng hạ cánh máy bay thường bao gồm bánh xe được trang bị bộ phận giảm xóc, hoặc không khí / dầu tiên tiến hơn, cho đường băng và địa hình hạ cánh thô, không bằng phẳng. Một số máy bay được trang bị ván trượt hay phao đối với thủy phi cơ, và càng cố định bám vào thân đối với máy bay trực thăng.

## Làm giảm tốc độ máy bay
Các bánh xe hạ cánh là một phần tương đối nặng; nó có thể tăng 7% trọng lượng cất cánh, nhưng thông thường là 4-5%, khi cất cánh xong một lúc, phi công cho rút càng vào vì nó tạo ra lực cản làm giảm rất nhiều tốc độ của máy bay và trước khi hạ cánh một vài phút càng được mở ra để giảm tốc độ cần thiết cho máy bay tiếp đất.